# Mosquée centrale d'Almaty
La mosquée centrale d'Almaty (en kazakh : Алматы орталық мешіті) est une mosquée située à Almaty au Kazakhstan.

## Architecture
Le bâtiment conçu par Sultan Kabievitch Baimagambetov peut accueillir 7 000 fidèles. Son dôme bleu a un diamètre de 20 mètres et une hauteur de 36 mètres. Le plus élevé des cinq minarets fait 47 mètres de haut.

## Galerie

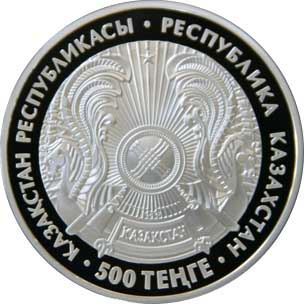
Pièce de monnaie.
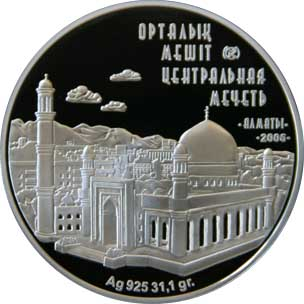
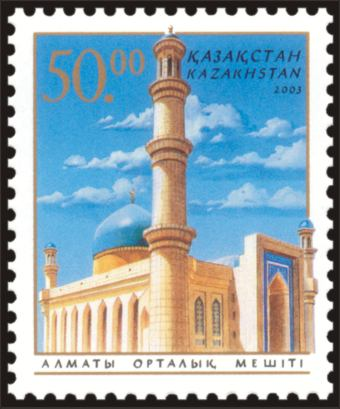
Timbre postal (2009).
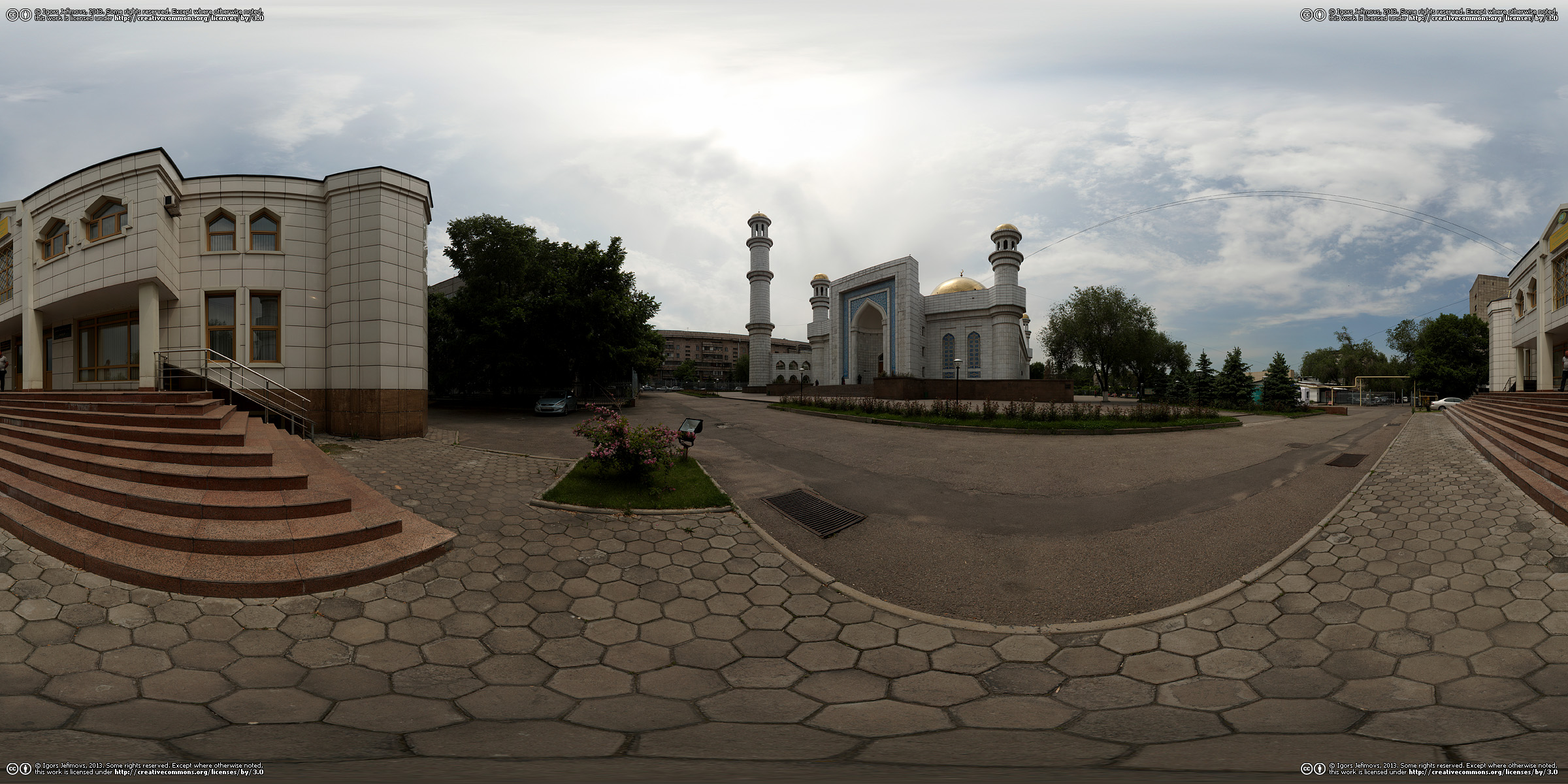
vue panoramique